# Fascio spinotettale
Il tratto spinotettale ( tratto spinomesencefalico, fascicolo spinotettale, sistema spino-quadrigeminale di Mott ) sorge nel tratto spinotalamico e termina nei collicoli inferiore e superiore .
È situato ventralmente al tratto spinotalamico laterale, ma le sue fibre sono più o meno mescolate con esso formando il fascio lemnisco spinale. In esso le fibre originate a livello più craniale decorrono, dopo la decussazione, medialmente, mentre quelle originate più caudalmente decorrono in posizione laterale.
Nel tronco cerebrale le fibre scorrono lateralmente dall'oliva inferiore, ventro-lateralmente all'oliva superiore, quindi ventro-medialmente al tratto spinale del trigemino; le fibre vengono a trovarsi nella porzione mediale del lemnisco laterale .